# Holocausto na Bélgica

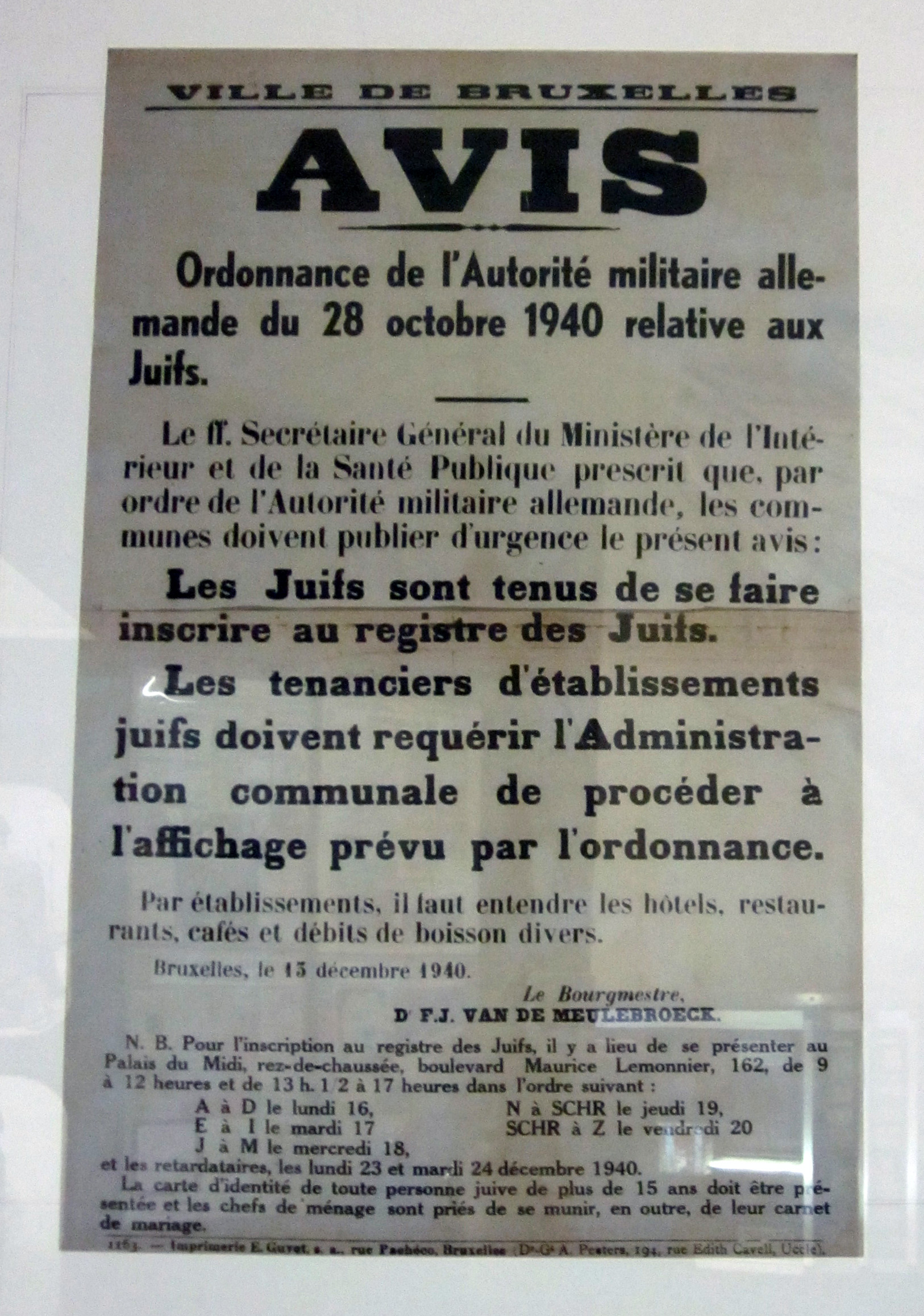
Cartaz em língua francesa com os detalhes das leis antijudeus aplicadas na Bélgica a partir de 28 de Outubro de 1940.

O Holocausto na Bélgica refere-se à perseguição, e tentativa de extermínio, dos judeus e dos ciganos durante a ocupação alemã da Bélgica durante a Segunda Guerra Mundial entre 1940 e 1944.
No início da Guerra, a população belga era maioritariamente católica. Os judeus representavam a maioria da população não-cristã do país, totalizando entre 70 000–75 000 de um total de 8 milhões. A maioria vivia nas cidades de Antuérpia, Bruxelas, Charleroi e Liège. A grande maioria era composta por imigrantes recentes na Bélgica que fugiam da perseguição na Alemanha e na Europa de Leste, e, como tal, eram poucos aqueles que possuiam cidadania belga.
Pouco depois da invasão da Bélgica, o Governo Militar emitiu um conjunto de leis anti-semítas em Outubro de 1940. A Comissão de Secretários-Gerais belga recusou-se desde início a fazer cumprir quaisquer leis anti-semítas, e o Governo Militar mostrou-se relutante em elaborar mais legislação. O governo alemão começou a apreender os negócios detidos por judeus e a expulsá-los de cargos na função pública. Em Abril de 1941, sem qualquer ordem das autoridades alemãs, colaboradores flamengos pilharam duas sinagogas em Antuérpia e incendiaram a casa do rabi principal da cidade. Os alemães criaram a Judenrat no país, the Association des Juifs en Belgique (AJB; "Associação dos Judeus na Bélgica "), na qual todos os judeus deviam fazer parte. Parte integrante da Solução Final desde 1942, a perseguição aos judeus belgas aumentou de forma exponencial. A partir de Maio de 1942, os judeus foram obrigados a usar uma Estrela de David amarela para os distinguir da população em geral. Utilizando os registos da AJB, os alemães começaram a deportar os judeus para campos de concentração nazis no Governo Geral (o território ocupado da Polónia). Os judeus escolhidos a partir dos registos eram enviados para o novo campo de reagrupamento de Mechelen; seguidamente, eram deportados através de sistemas ferroviários específicos para campos de concentração, em particular para o de Auschwitz. Entre Agosto de 1942 e Julho de 1944, cerca de 25 000 judeus e 350 ciganos foram deportados da Bélgica; mais de 24 000 seriam mortos antes de os campos serem libertados pelos Aliados.
De 1942 em diante, o descontentamento entre a população face ao tratamento que os judeus na Bélgica estavam a passar, cresceu. No final da ocupação, mais de 40% de todos os judeus na Bélgica encontravam-se escondidos; muitos deles eram protegidos por gentios, em particular por padres e freiras católicos. Alguns eram ajudados pela resistência organizada, como o Comité de Défense des Juifs (CDJ; "Comissão de Defesa dos Judeus"), o qual fornecia alimentos e protecção aos judeus escondidos. Muitos desdetes acabaríam por se juntar à resistência armada. Em Abril de 1943, membros do CDJ atacaram o vigésimo comboio para Auschwitz, e conseguiram salvar alguns dos que lá dentro seguiam para serem deportados.

## Antecedentes

### Religião e antissemitismo

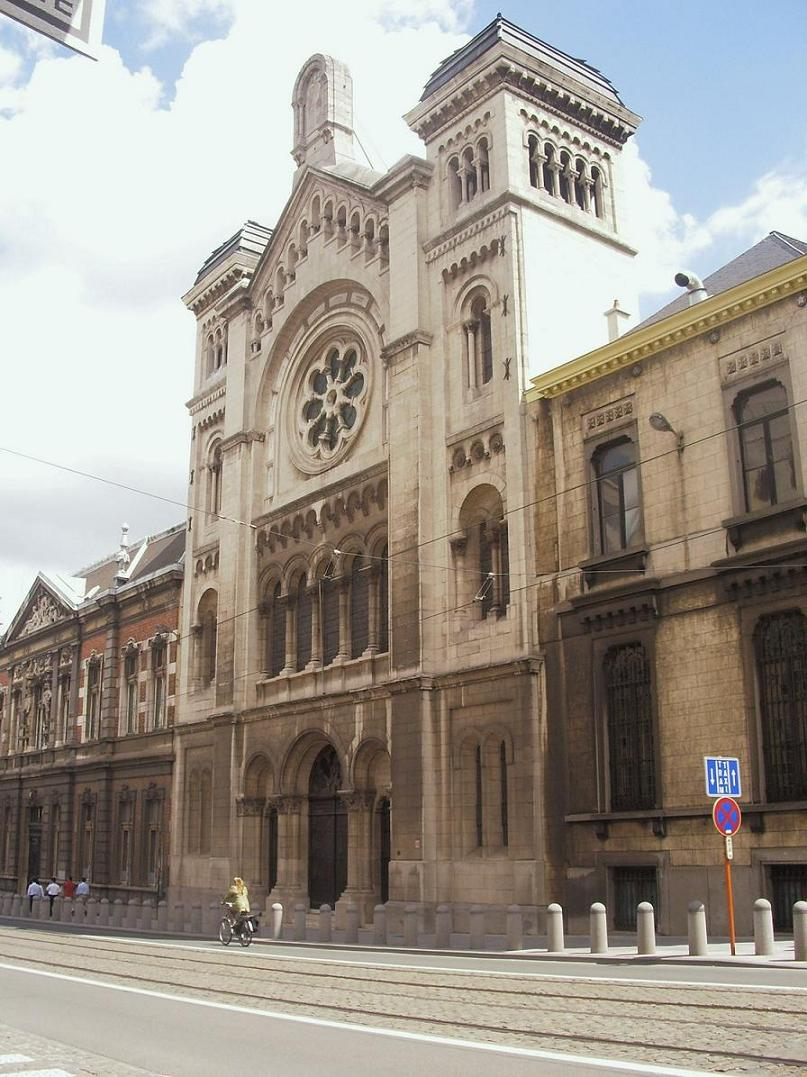
A Grande Sinagoga de Bruxelas, edificada em 1875.

Antes da guerra, a população da Bélgica era maioritariamente católica. Cerca de 98 porcento da população era baptizada, cerca de 80 porcento das cerimónias de casamento eram realizadas de acordo com a tradição católica, e, em termos políticos, o país era dominado pelo Partido Católico.
A população judaica da Bélgica era comparativamente pequena. De uma população  total de oito milhões de pessoas, apenas 10 000 eram judeus antes da Primeira Guerra Mundial. O período entre-guerras assistiu a um considerável fluxo de imigração judaica para a Bélgica. Por volta de 1930, esta população subiu para 50 000, e em 1940 atingia um valor entre 70 000–75 000. Muitos dos novos judeus imigrados vinham da Europa de Leste e da Alemanha Nazi, fugindo do antissemitismo e da pobreza dos seus países de origem. A população Romani da Bélgica, neste período, era de cerca de 530. Poucos dos judeus migrantes pediram a cidadania belga, e muitos não falavam francês nem holandês. A comunidade judaica concentrou-se em Charleroi, Liège, Bruxelas e, principalmente, Antuérpia, onde vivia mais de metade dos judeus na Bélgica.
O período entre-guerras também assistiu à crescente popularidade dos partidos da Nova Ordem Fascista na Bélgica. Estes eram representados pela Vlaams Nationaal Verbond (VNV; União Nacional Flamenga) e pela Verdinaso na Flandres, e pelo Rex na Valónia. Ambos os partidos flamengos eram a favor da criação de um "Dietse Natie" ("Grande Estado Holandês") do qual os judeus seriam excluídos. O Rex, cuja ideologia tinha por base o Fascismo Cristão, era particularmente antissemita, mas tanto o VNV como o Rex fizeram campanha com slogans antissemitas nas eleições de 1938. A sua posição era oficialmente condenada pelas autoridades belgas, mas suspeitava-se que algumas figuras proeminentes, como o rei Leopoldo III, tinham posiçõess antissemitas. A partir de Junho de 1938, os imigrantes judeus ilegais detidos pela polícia belga eram deportados para a Alemanha, até a condenação pública condenar a prática depois da  Kristallnacht  (Noite dos Cristais) em Novembro de 1938. Entre 1938 e o começo da guerra, com a influência dos partidos fascistas em declínio na Bélgica, o país começou a aceitar mais refugiados belgas, incluindo 215 do MS St. Louis a quem tinha sido recusado os vistos noutros países.

### Invasão e ocupação alemã
No período entre-guerras, a Bélgica seguiu uma política neutral. Embora a Componente Terrestre do Exército Belga tenha sido mobilizada em 1939, o país só entrou na guerra em 10 de Maio de 1940, quando foi invadida pela Alemanha Nazi. Após 18 dias de campanha, as forças militares belgas e o seu comandante-chefe Leopoldo III, renderam-se em 28 de Maio. A Bélgica, e a província francesa de Nord-Pas-de-Calais, foram agrupadas sob a Administração militar alemã da Bélgica e Norte da França (Militärverwaltung in Belgien und Nordfrankreich). Devido ao facto de o país estar sob ocupação militar, de início ficou sob o controlo da Wehrmacht , em vez do Partido Nazi (NSDAP) ou da Schutzstaffel (SS). Em Julho de 1944, a Militärverwaltung foi substituído por uma administração civil (Zivilverwaltung), aumentando, assim, grandemente, o poder  das mais radicais organizações do Partido Nazi e SS, até à libertação em Setembro de 1944.

## O Holocausto

### Primeiras discriminações e perseguições, 1940–41

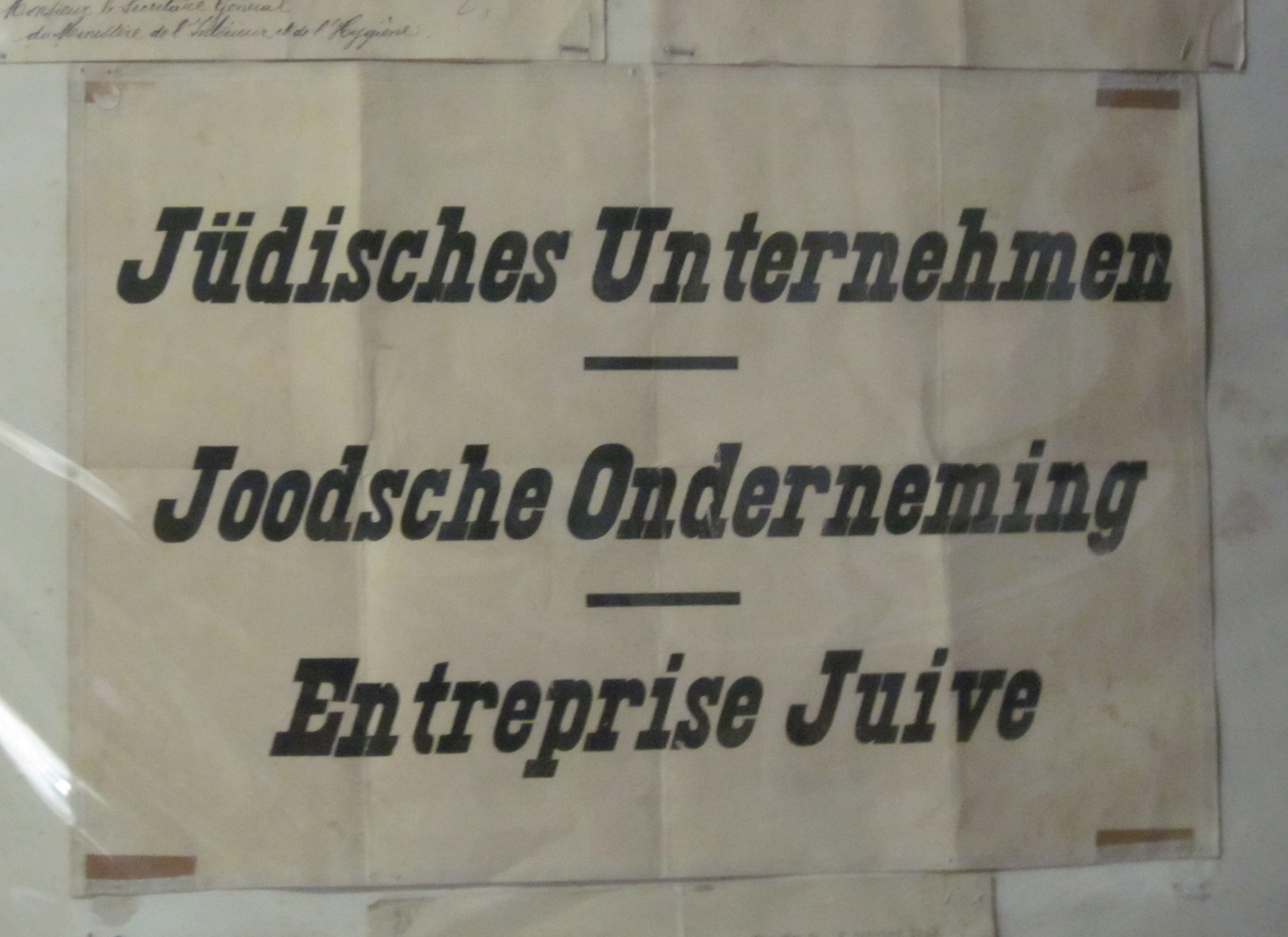
Aviso em três línguas (alemão-holandês-francês) utilizado para assinalar lojas e negócios de judeus na Bélgica a partir de Outubro de 1940

A 23 de Outubro de 1940, a Administração Militar Alemã adoptou legislação anti-judaica pela primeira vez. As novas leis, semelhantes às de Nuremberga adoptadas na Alemanha em 1935, coincidiam com a adopção de legislação semelhante nos Países Baixos e em França. As leis de 28 de Outubro proibiam os judeus de exercer certas profissões (incluindo as de serviço público) e forçava-os a registarem-se nas suas freguesias de residências. Na mesma data, a administração alemã anunciou uma definição de quem era considerado judeu. As lojas e os negócios judaicos tinham de ser marcados com um sinal nas janelas, e os bens detidos pelos judeus tinham de ser registados. Em Junho de 1940, já tinha sifo elaborada uma lista dos negócios judaicos em Liège.
Em 1940, o governo alemão começou a fechar os negócios dos judeus. Alguns foram transferidos para proprietários alemães num processo denominado por arianização. Cerca de 6300 lojas e negócios judaicos encerraram antes de 1942, e 600 foram arianizados. Cerca de 600 milhões de francos belgas foi o montante apurado pela tomada dos negócios dos judeus, bastante menos do que o previsto.
No total, entre 28 de Outubro de 1940 e 21 de Setembro de 1942, foram publicados 17 decretos anti-judaicos pela Administração Militar.

#### Association des Juifs en Belgique
A "Association des Juifs en Belgique" (AJB; Associação dos Judeus na Bélgica) foi uma Judenrat criada pelos alemães para gerir a população judaica da Bélgica a partir de Novembro de 1941. Embora orientada pelos alemães, a AJB era gerida pelos judeus e funcionava como um "gueto organizacional", permitindo que aos nazis lidar com os judeus belgas como um todo. A AJB teve um papel fundamental no registo dos judeus do país. No total, foram registados 43 000 judeus pela AJB. Este número representa apenas metade da população judaica, o que reflectia a desconfiança na organização, mas foi o valor que o SS-Obersturmbannführer Adolf Eichmann apresentou como o total de judeus da Bélgica na Conferência de Wannsee em Janeiro de 1942.
Durante as deportações, cerca de dez mil judeus  foram detidos com base na sua afiliação com a AJB. Esta, supervisionada de perto pela SiPo-SD (Sicherheitspolizei und Sicherheitsdienst; "Polícia de Segurança e Serviço de Informação"), também era responsável pela administração do campo de transferência de Mechelen. A AJB foi central no persuasão dos judeus a apresentarem-se voluntariamente para deportação, embora não se saiba ao certo se eles sabiam o seu destino. A partir de 1942, na sequência do assassinato pela Resistência de Robert Holzinger, um líder da AJB, a confiança na associação diminuiu e passou a ser vista com muita suspeição.
Depois da guerra, as chefias da AJB foram julgadas e condenadas por cumplicidade no Holocausto.

### Radicalização, 1941–42

#### Pogrom de Antuérpia e a Estrela amarela

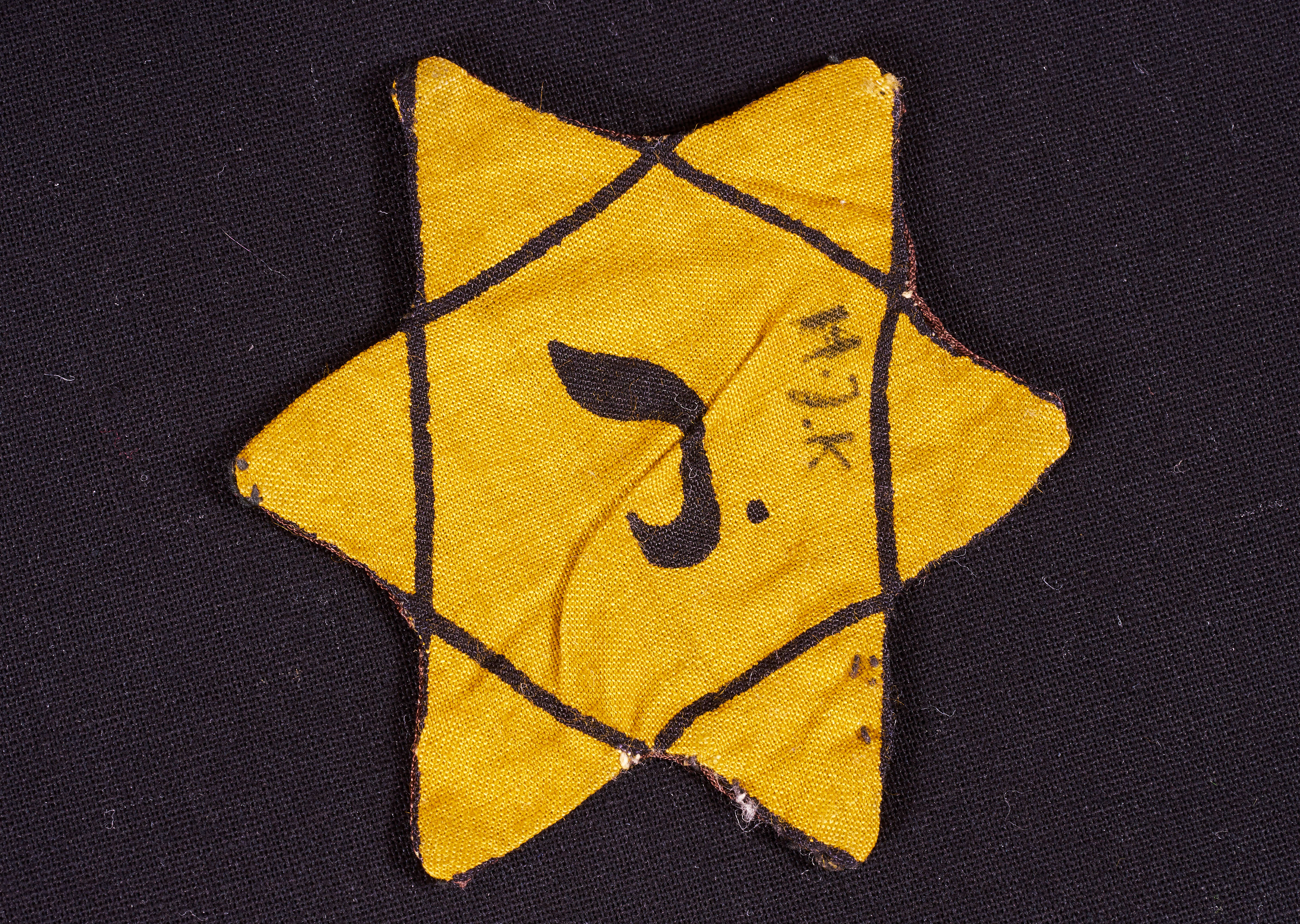
Versão belga da estrela amarela, obrigatória a partir de 1942

Em 14 de Abril de 1941, depois de ter visto ao filme de propaganda alemão Der Ewige Jude, as forças paramilitares flamengas do Volksverwering, VNV e Algemeene-SS Vlaanderen deram início a um pogrom na cidade de Antuérpia. Os atacantes, armados com barras de ferro, atacaram e incendiaram duas sinagogas e atiraram is livros da Torá para a rua. Depois, atacaram a casa de Marcus Rottenburg, o líder rabi da cidade. A polícia e os bombeiros foram chamados, mas foram impedidos de intervir pelas autoridades alemãs.
Tal como na restante Europa ocupada, a obrigatoriedade de usar a estrela amarela entrou em vigor a 27 de Maio de 1942. A versão belga do símbolo incluía a letra "J" em preto (para indicar os "Juif" em francês e "Jood" em holandês) no centro de uma estrela de David amarela. A estrela tinha de estar exposta, de forma bem visível, em todas as roupas exteriores, em público, e estavam previstas penalidades por não o fazer. O decreto levou originou indignação na Bélgica. Correndo risco, as autoridades civis em Bruxelas e em Liège recusaram distribuir a estrela, fazendo ganhar tempo a muitos judeus que procuravam esconder-se.
As autoridades alemãs em Antuérpia tentaram forçar o uso da estrela em 1940, mas a política foi descartada quando os cidadãos não-judeus protestaram e usaram eles próprios as braçadeiras.

### Deportação e extermínio, 1942–44
A partir de Agosto de 1942, os alema~es começaram a deportar os judeus utilizando o Arbeitseinsatz ("recrutamento para o trabalho") nas fábricas alemãs como pretexto. Cerca de metade dos judeus ofereceram-se voluntariamente (embora coagidos pelas autoridades alemãs) para serem transportados embora os ajuntamentos já tivessem começado no final de Julho. Nos últimos tempos da guerra, os alemães utilizaram a polícia para deter ou reunir os judeus à força.

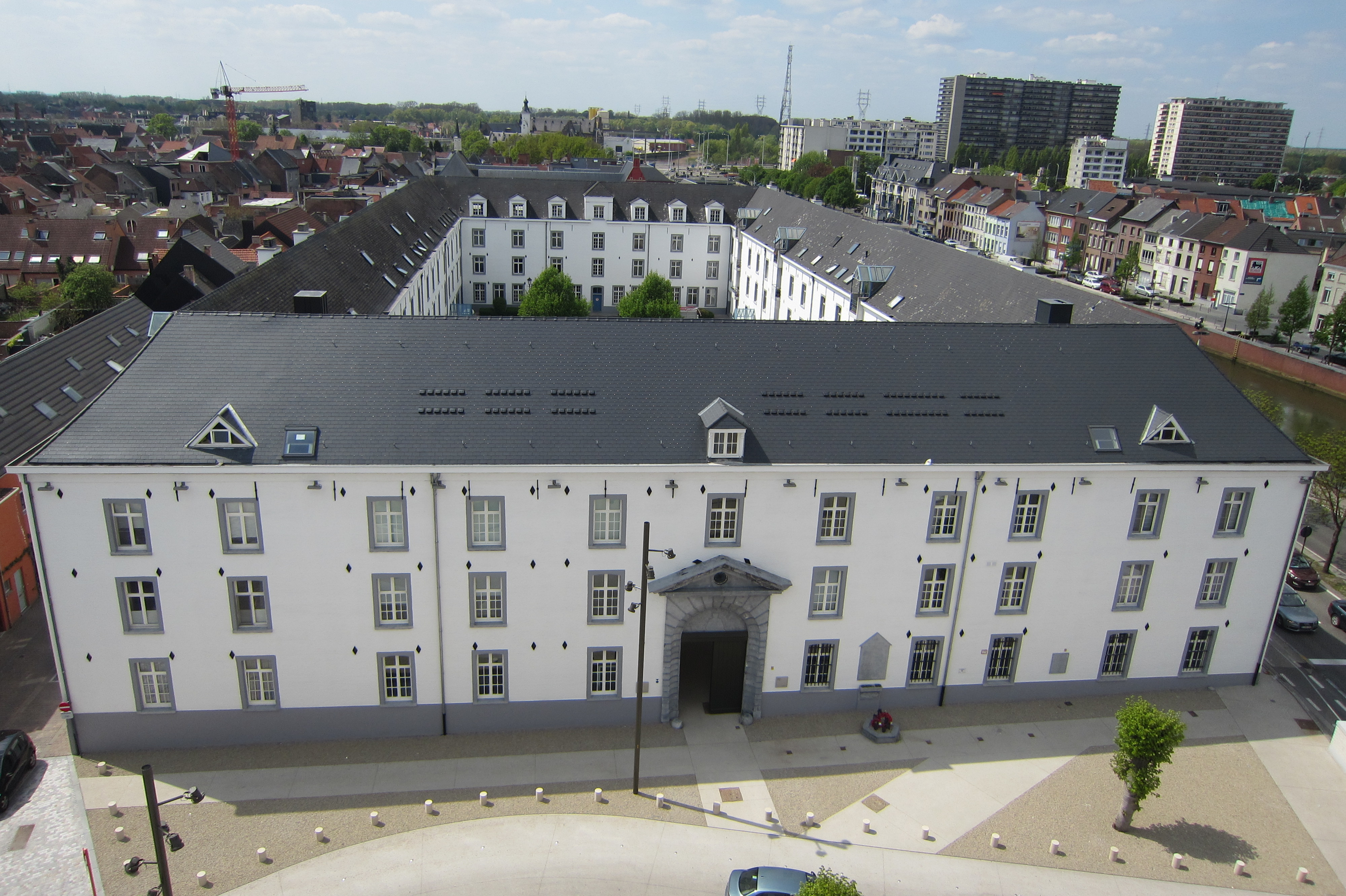
Perspectiva actual dos Quartéis de Dossin em Mechelen o campo de passagem de Mechelen durante a ocupação

O primeiro comboio que saiu da Bélgica, com judeus apátridas, deixou o campo de passagem de Mechelen para Auschwitz a 4 de Agosto de 1942 ao que se lhe seguiram outros. Estes comboios partiam para campos de extermínio na Europa de Leste. Entre Outubro de 1942 e Janeiro de 1943, as deportações foram suspensas temporariamente; por esta altura, cerca de 16 600 pessoas já tinham sido deportadas em 17 comboios. Depois da intervenção da rainha Isabel junto das autoridades alemãs, todos os deportados nesta primeira fase não eram cidadãos belgas. Em 1943, a deportações foram retomadas. Quando as deportações para os campos de extermínio começaram, contudo, cerca de 2250 judeus belgas já tinham sido deportados como trabalhadores forçados para a  Organisation Todt, um grupo de engenharia militar, que estava a construir a Muralha do Atlântico no Norte da França.
Em Setembro, unidades armadas do Devisenschutzkommando (DSK; "Comando de Protecção de Transferências Estrangeiras") assaltaram casas para se apoderarem de valores e bens pessoais pois os seus donos estavam a caminho de campos de passagem, e, no mesmo mês, judeus com cidadania belga foram deportados pela primeira vez. As unidades do DSK recebiam informações de pessoas que recebiam entre 100 e 200 francos belgas por cada pessoa que entregavam. Depois da guerra, o colaborador Felix Lauterborn disse em julgamento que 80 por cento das detenções realizadas em Antuérpia tiveram origem em informadores pagos. No total, seis mil judeus foram deportados em 1943, e outros dois mil e setecentos em 1944. Os transportes acabaram por causa da situação de deterioração em que a Bélgica ocupada se encontrava antes da libertação.
A percentagem de judeus que foram deportados variou com o local. Foi mais alta em Antuérpia, com 67 por cento de deportados, mas menor em Bruxelas (37 por cento), Liège (35 por cento) e Charleroi (42 por cento). O principal destino dos comboios era Auschwitz no territórios polacos ocupados pelos alemães.Valores mais baixos verificaram-se em Buchenwald e Ravensbrück, e também em Vittel em França.
No total, 25 437 judeus foram deportados da Bélgica. Apenas 1207 sobreviveram à guerra. Entre os deportados e mortos, encontrava-se o artista surrealista Felix Nussbaum em 1944.

## Colaboração da Bélgica no Holocausto

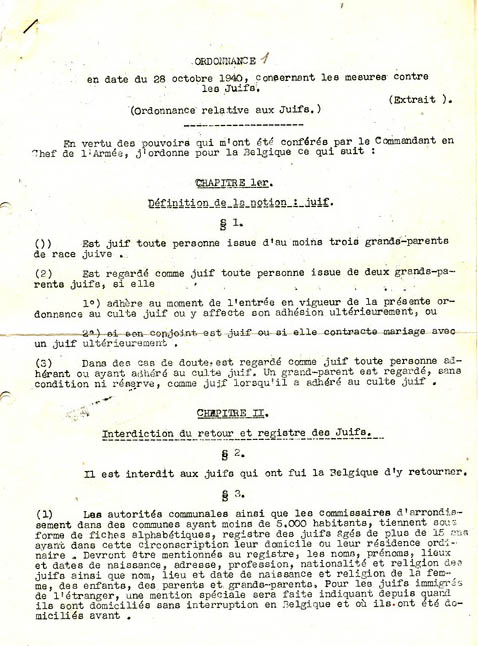
Circular interna do serviço civil destacando as leis anti-judaicas de Outubro de 1940

Os membros de partidos políticos fascistas belgas tentaram fazer parte do processo de deportação dos judeus. O VNV and Algemeene-SS Vlaanderen apoiou as deportações, enquanto uma associação conhecida como La Défense du Peuple/Volksverwering ("Defesa do Povo") foi criada especificamente para unir os antissemitas balgas e para dar apoio às deportações. Durante os primeiros tempos da ocupação, fizeram campanha defendendo leis anti-judaicas ainda mais duras. Tanto o Rex como o VNV publicavam, regularmente, artigos antissemitas nos seus jornais do partido.
Apesar de as autoridades civis belgas (em particular a polícia e o serviço de segurança) estivessem oficialmente proibidas de apoiar as autoridades alemãs, excepto no que dizia respeito à manutenção da ordem, ocorreram alguns incidentes onde secções policiais ou polícias, a título individual, ajudaram os alemães a prender judeus, contra as ordens estabelecidas. Em Antuérpia, as autoridades belgas facilitaram o recrutamento de judeus para o trabalho forçado em França em 1941 e apoiaram na reunião de judeus em Agosto de 1942 depois de a SiPo-SD ameaçar com prisão os oficiais locais do Fort Breendonk. Fora de Antuérpia, os alemães fizeram uso da coacção para forçar a polícia belga a intervir e, em Bruxelas, pelo menos três policias desobedeceram às ordens e ajudaram a prender judeus. A historiadora Insa Meinen defende que por volta de um quinto dos judeus detidos na Bélgica foram reunidos pela polícia belga.
No entanto, a recusa geral da polícia belga em ajudar durante o Holocausto terá servido para uma relativa e comparativa alta taxa de sobrevivência entre os judeus belgas durante o Holocausto.

## Oposição belga à perseguição dos judeus
A resistência belga ao tratamento que os judeus estavam a ter surgiu por volta de Agosto–Setembro de 1942, na sequência de legislação publicada com respeito ao uso das estrelas amarelas e do início das deportações. Quando estas se iniciaram, os membros da Resistência judaica destruíram´diversos registos compilados pela AJB. A primeira organização especificamente criada para esconder judeus, o Comité de Défense des Juifs (CDJ-JVD), surgiu no Verão de 1942. A CDJ, uma organização de esquerda, poderá ter salvo cerca de quatro mil crianças e dez mil adultos escondendo-os em locais seguros. A organização produziu dois jornais clandestinos em iidiche, o Unzer Wort (אונזער-ווארט (A Nossa Palavra), de inclinação sionista-trabalhista) e o Unzer Kamf (אונזער קאמף (A Nossa Luta), de ideologia comunista). O CDJ foi apenas uma das dúzias de grupos de resistência organizada que deram ajudaram os judeus a esconder-se. Outros grupos e membros da resistência foram responsáveis por encontrar locais de esconderijo, alimentação e documentos falsos. Muitos judeus escondidos acabaram por entrar para os grupos de resistência. Os grupos de esquerda, como o Front de l'Indépendance (FI-OF), eram muito populares entre a população judaica. O grupo de inspiração comunista Partisans Armés (PA) tinha uma grande secção de membros judeus em Bruxelas.
A resistência foi responsável pelo assassinato de Robert Holzinger, chefe do programa de deportação, em 1942. Holzinger, colaborador activo, era judeu austríaco seleccionado pelos alemães para essa função. O assassinato originou uma mudança na liderança da na AJB. Cinco líderes judeus, incluindo o da AJB, foram detidos e internados em Breendonk, mas foram libertados depois de um levantamento público. Um sexto foi deportado directamente para Auschwitz.
A resistência belga encontrava-se incomummente bem informada sobre o destino dos judeus deportados. Em Agosto de 1942 (dois meses depois do início das deportações na Bélgica), o jornal clandestino De Vrijschutter relatou que "Eles [os judeus deportados] estão a ser mortos em grupos, com gás, e outros são mortos com tiros de metralhadoras."
No início de 1943, o Front de l'Indépendance enviou Victor Martin, um economista à Universidade Católica de Lovaina, para reunir informação sobre o destino dos judeus belgas deportados, fazendo uso da sua função de investigador na Universidade de Colónia. Martin visitou Auschwitz e testemunhou os crematórios. Preso pelos alemães, conseguiu escapar, e e relatou o que viu ao CDJ em Maio de 1943.

### Ataque ao vigésimo comboio

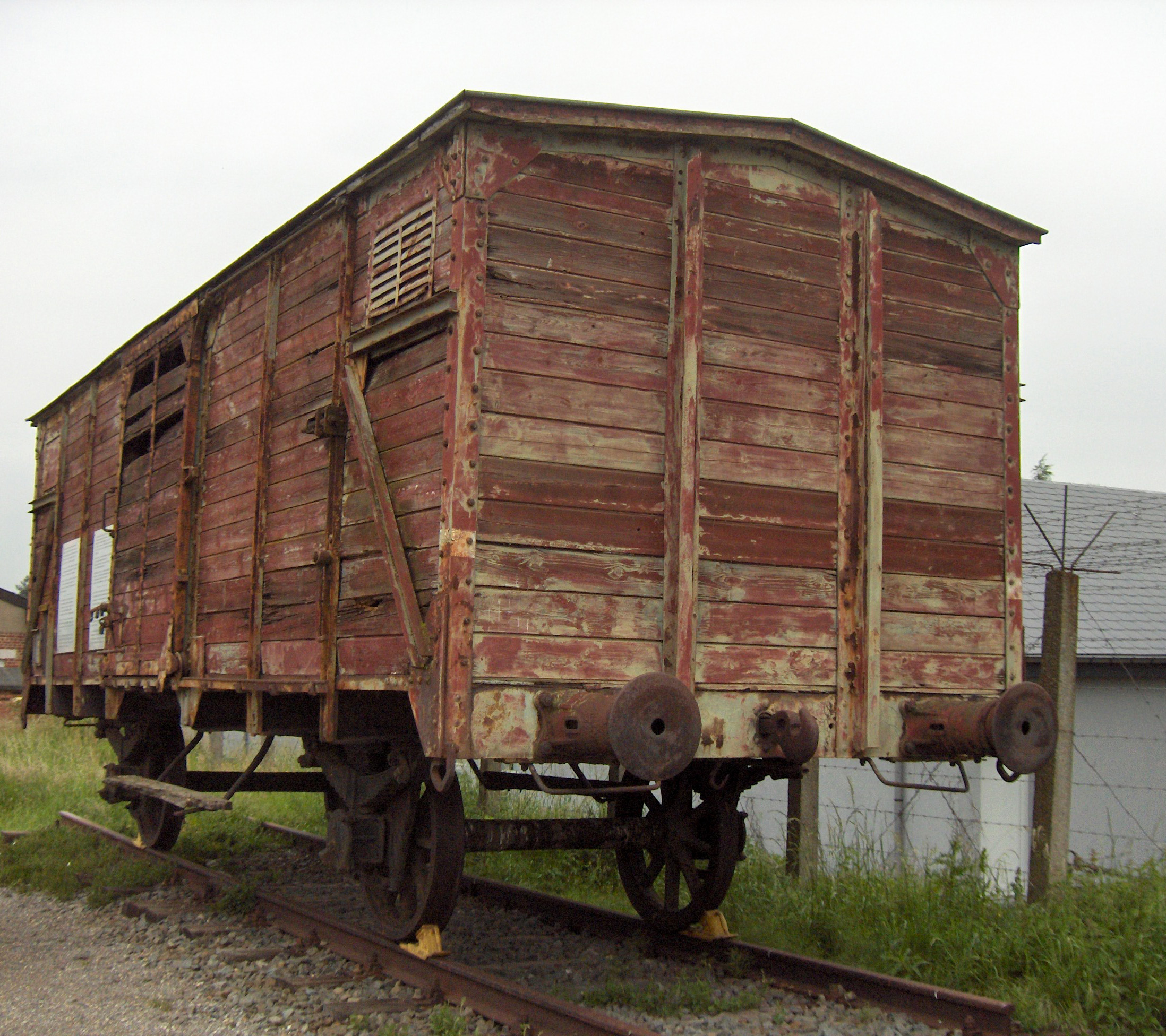
Uma carruagem de transporte de gado utilizado para transportar judeus belgas para os campos da Europa de Leste. As aberturas estavam protegidas com arame farpado. Este exemplar encontra-se preservado em Forte Breendonk.

A acção mais conhecida da resistência belga durante o Holocausto foi o ataque ao vigésimo comboio que se dirigia para Auschwitz. Na noite de 19 de Abril de 1943, três membros da resistência, pouco armados, atacaram o comboio quando este passava por Haacht no Brabante Flamengo. O comboio, contendo mais de 1600 judeus, esta protegido por 16 guardas alemães da SiPo-SD. Os membros da resistência utilizaram uma lanterna coberta com papel vermelho (sinal de perigo) para pararem o comboio, e libertaram 17 prisoneiros de uma das carrugagens antes de serem descobertos pelos alemães. Outras 200 pessoas conseguiram saltar do comboio mais tarde, pois o condutor, que era belga, manteve a velocidade baixa para assim permitir que os deportados escapassem. Os três membros da resistência foram presos no final da ocupação. Youra Livchitz foi executado, e Jean Franklemon e Robert Maistriau foram deportados para campos de concentração, mas sobreviveram à guerra.
O ataque ao vigésimo comboio foi o único a um comboio do Holocausto na Bélgica durante a guerra, tal como o único transporte desde a Bélgica a permitir uma fuga de prisioneiros de tal dimensão.

### Resistência passiva
O tratamento dado pelos alemães aos judeus levou ao aparecimento de resistência pública na Bélgica. Em Junho de 1942, o representante alemão do Ministério dos Negócios Estranheiros em Bruxelas, Werner von Bargen, queixou-se que os belgas não mostravam uma "compreensão suficiente" da política racial nazi.
O jornal clandestino belga La Libre Belgique apelou aos cidadãos belgas para mostrarem, de forma discreta, o seu descontentamento pelas políticas raciais nazis. Em Agosto de 1942, pediu aos belgas que "Cumprimentem-nos [aos judeus] à passagem! Ofereçam-lhes os vosso lugar no eléctrico! Protestem contra as medidas bárbaras que estão a ser aplicadas contra eles. Isso fará com que os boches fiquem furiosos!"
A discriminação contra os judeus foi condenada por muitos cidadãos destacados do território ocupado. Já em Outubro de 1940, o padre belga católico, cardeal Jozef-Ernest van Roey, condenou a política alemã e em particular a legislação a partir de 1942.
Van Roey forneceu muitos dos recursos da igreja para esconder os judeus,mas foi impedido de condenar publicamente o tratamento dos judeus pelos seus pares, qu temiam uma repressão nazi à Igreja Católica. As tentativas alemãs de incluir as autoridades belgas e o governo local na implementação das suas políticas começaram a levantar protestos em 1942. A Comissão de Secretários-Gerais, um conjunto de chefias de topo do serviço público responsáveis por cumprir com as ordens alemãs, recusaram-se a implementar a legislação anti-judaica. Em Junho 1942, uma conferência dos 19 presidentes de câmara da região da Grande Bruxelas, não permitiram que os seus funcionários distribuíssemos as estrelas amarelas aos judeus nos seus distritos. Com grande risco pessoal, os presidentes, encabeçados por Joseph Van De Meulebroeck, enviaram uma carta a protestar o decreto às autoridades alemãs a 5 de Junho. A recusa do conselho de Bruxelas e, mais tarde, a da cidade de Liège de distribuir os emblemas, permitiram que muitos judeus se escondessem antes das deportações começarem.
No mesmo ano, membros da AJB reuniram-se com a rainha Isabel II do Reino Unido para pdir o seu apoio contra as deportações. A rainha dirigiu-se ao Governador Militar da Bélgica, o general Alexander von Falkenhausen, que enviou Eggert Reeder, o seu delegado e chefe dos assuntos não-militares da administração, a Berlim para clarificar a política do Reichsführer-SS Heinrich Himmler. O SS-Reichssicherheitshauptamt (RSHA; Gabinete Central de Segurança do Reich) fez algumas concessões a Isabel, permitindo que aqueles judeus que tivessem cidadania belga fossem excluídos das deportações, mantendo, assim, as famílias juntas. O RSHA também concordou em não deportar os homens judeus acima dos 65 anos de idade e as mulheres com mais de 60, após protestos belgas defendendo que seriam demasiado velhos para utilizar em trabalhos forçados.

## Legado e memória
No rescaldo da guerra, a emigração para Israel reduziu ainda mais a população judia da Bélgica, a qual, em 2011, estava estimada entre 30 000 e 40 000. A população mantém-se concentrada em Bruxelas e Antuérpia, mas, desde 1945 que se começaram a desenvolver pequenas comunidades (como em Gante, Knokke, Waterloo e Arlon). Entre alguns sobreviventes belgas do Holocausto  estão François Englert, ganhador, em conjunto, do Prémio Nobel da Física em 2013, e Paul Lévy, um conhecido jornalista (que se converteu ao cristianismo) responsável pelo desenho da bandeira europeia.

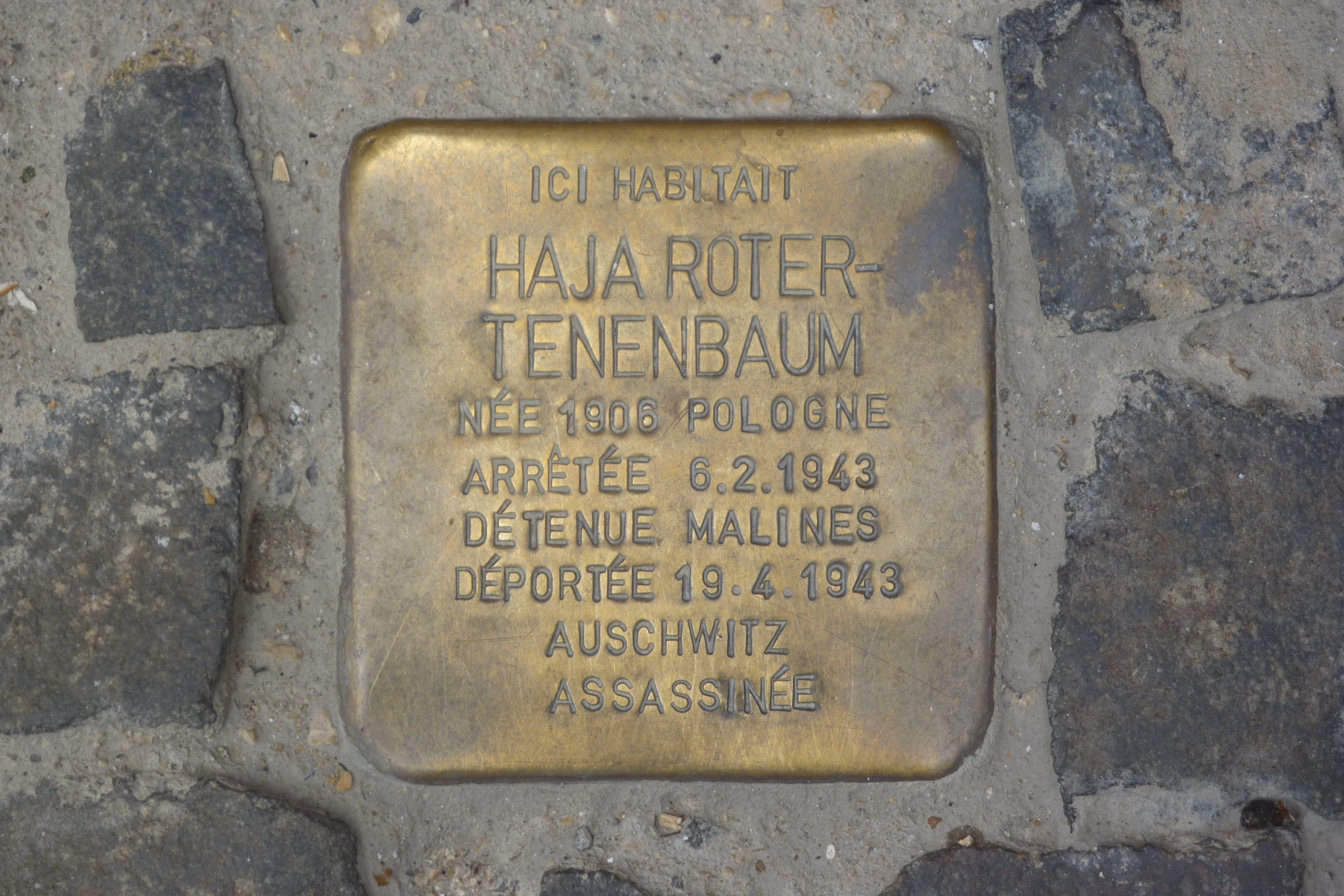
Memorial Stolperstein a uma vítima do Holocausto em Schaerbeek, Bruxelas

Desde a publicação da lei de negação do Holocausto em 1995, é ilegal negar ou tentar justificar o Holocausto. O decreto segue a Lei Belga do Anti-racismo, publicada em 1981, a qual levou ao estabelecimento do Centro para a Igualdade de Oportunidades e Oposição ao Racismo, o qual investiga o racismo e o antissemitismo na Bélgica, tal como ajuda as vitimas de discriminação. Breendonk e os Quartéis de Dossin (no local do antigo campo de transição de Mechelen) estão preservados como museus do Holocausto e da repressão alemã durante a ocupação.
Em 2004, o senado belga contratou o Centro de Documentação e Pesquisa Histórica de Guerra e Sociedade Contemporânea (Cegesoma) para produzir  um relatório histórico definitivo sobre a colaboração belga no Holocausto. O relatório, intitulado A Bélgica Dócil (La Belgique Docile/Gewillig België), foi publicado em 2007, e teve um significativo impacto na Bélgica e no estrangeiro. As conclusões do relatório foram controversas, pois davam bastante destaque à dimensão da colaboração da polícia belga com as autoridades nazis na deportação dos judeus.
A partir de 2013, foram condecorados 1612 belgas com a distinção Justos entre as nações pelo Estado de Israel por terem posto em perigo as suas próprias vidas para salvar judeus durante a ocupação.

### Adicional
- Michman, Dan, ed. (1998). Belgium and the Holocaust: Jews, Belgians, Germans 2nd ed. Jerusalem: Yad Vashem. ISBN 965-308-068-7
- (em francês) Steinburg, Maxime (1983). L'Étoile et le Fusil. I: La Question Juive 1940–1942. Brussels: Éd. Vie Ouvrière. ISBN 2870031777
- (em francês) Steinburg, Maxime (1984). L'Étoile et le Fusil. II: 1942. Les Cent Jours de la Déportation des Juifs de Belgique. Brussels: Éd. Vie Ouvrière. ISBN 2870031807
- (em francês) Steinburg, Maxime (1987). L'Étoile et le Fusil. III: La Traque des Juifs 1942–1944. Brussels: Éd. Vie Ouvrière. ISBN 2870032102
- Fraser, David (2009). The Fragility of Law: Constitutional Patriotism and the Jews of Belgium, 1940–1945. Abingdon: Routledge-Cavendish. ISBN 978-0-415-47761-1
- Schreiber, Marion (2003). The Twentieth Train: the True Story of the Ambush of the Death Train to Auschwitz 1st US ed. New York: Grove Press. ISBN 978-0-8021-1766-3
- Vromen, Suzanne (2008). Hidden Children of the Holocaust: Belgian Nuns and their Daring Rescue of Young Jews from the Nazis. Oxford: Oxford University Press. ISBN 9780195181289